# Монталто Таруго (Пезаро и Урбино)
Монталто Таруго је насеље у Италији у округу Пезаро и Урбино, региону Марке.
Према процени из 2011. у насељу је живело 44 становника. Насеље се налази на надморској висини од 507 м.